# イノゲート大阪
イノゲート大阪（イノゲートおおさか、英語: INOGATE OSAKA）は、大阪市北区梅田三丁目に建設された超高層ビル。大阪駅の新駅ビルとして日本最大の駅ビルである大阪ステーションシティの一部を構成しており、既存のノースゲートビルディングの西側に位置している。オフィス、飲食店などが入居する複合商業施設である。高さ121.6m、地上23階・地下1階建てで、JR西日本の線路を挟んで反対側のJPタワー大阪とともに2024年7月31日に開業した。

## 概要
JR西日本と大阪ターミナルビル（現・JR西日本ステーションシティ）が「大阪駅西高架エリア開発」として推進している大阪駅西地区（西梅田）の再開発計画で建設された新駅ビルである。2023年5月16日に、新駅ビルの正式名称が「イノゲート大阪」となることを発表した。名称については「「Innovate（革新する）」+「gate（ゲート）」の組み合わせで、新しいものに挑んでいく、新しいビジネスを生み出していく、自由で前向きなマインドを歓迎する入り口になりたい」という思いが込められている。
2023年3月18日に開設された大阪駅西口に直結し、西口経由で同日開業したうめきた地下口にもアクセスできる。うめきた地下口には特急「はるか」等が乗り入れ、関西国際空港へのアクセスも至便。ノースゲートビルディング、および2024年9月6日に一部先行開業した「グラングリーン大阪」と連絡通路で結び、2024年7月31日にグランドオープンした「JPタワー大阪」とも西口前の貫通通路を介して接続する。

## 建物概要
- 物件名称 - イノゲート大阪
- 所在地 - 大阪市北区梅田三丁目2番123号[10]
- 構造 - 鉄骨造、一部鉄骨鉄筋コンクリート造 制震構造
- 階数 - 地上23階、地下1階、塔屋1階
- 建物高さ - 121.6 m
- 敷地面積 - 3,716 m²（1,124坪）
- 延床面積 - 約60,440m²（18,283坪）
- 事業主 - 西日本旅客鉄道・JR西日本ステーションシティ
- 設計 - 西日本旅客鉄道・大林組
- 施工 - 大林組・大鉄工業 特定建設工事共同企業体
- 監修 - ジェイアール西日本コンサルタンツ・東畑建築事務所設計共同体
- 着工 - 2021年2月
- 竣工 - 2024年6月
- 開業 - 2024年7月31日

建築物には制震構造を採用。地震の揺れを軽減する制震装置（オイルダンパー、ブレーキダンパー）、建築物の剛性を高め地震の揺れを軽減するベルトトラス、地震に対する梁柱接合部の破断リスクを低減するウイングビームを採用し、新耐震基準の1.25倍相当の耐震強度を持つ「II類構造体」を採用する。この他に、地震発生後に早期復旧できるよう、地震の揺れによる館内の被災度を迅速に評価する「被災度即時推定システム」を導入する。また、内水氾濫、外水氾濫、南海トラフ巨大地震の津波による浸水リスクを回避するため、2階の床高は地盤面から7.2mに設定し、重要基幹設備及び防災センターは2階以上に配置する。
受電方式は3回線スポットネットワーク受電方式を採用。平常時は変電所からの電力を3回線で受電し、安定した電力を供給する。災害や送電系統のトラブル等で1回線が機能しなくなった場合でも、他の2回線から電力供給が行われるので停電リスクが低減されるほか、変電所トラブルなどで電力供給が全てストップした場合でも、屋上（23階）に設置された非常用発電機（デュアルフューエル仕様ガスタービン発電機1,250kVA✕2基）により共用部及び貸室部の一部に対して72時間の電力供給が可能となっている。
空調熱源は地域冷暖房を採用。換気システムは、通常時はCO2濃度に応じた自動運転（換気回数:0.5 - 2.0回/時間）により省エネ性を確保するほか、感染症対策等による緊急時対応として、緊急時換気システムを使用して換気回数を2回以上/時間に引き上げるエマージェンシーモードを搭載する。また、必要に応じて自然換気設備による自然外気の取り込みも可能である。
オフィス向けのセキュリティ入退館システムとして、JR西日本が発行する非接触型ICカード「ICOCA」を使用したセキュリティシステムを採用する。LEVEL1からLEVEL5までの5段階認証システムにより、エントランス、オフィスロビー、エレベーター、入居フロアエレベーターホール、貸室部扉の入退出を制限する。

## 主なテナント

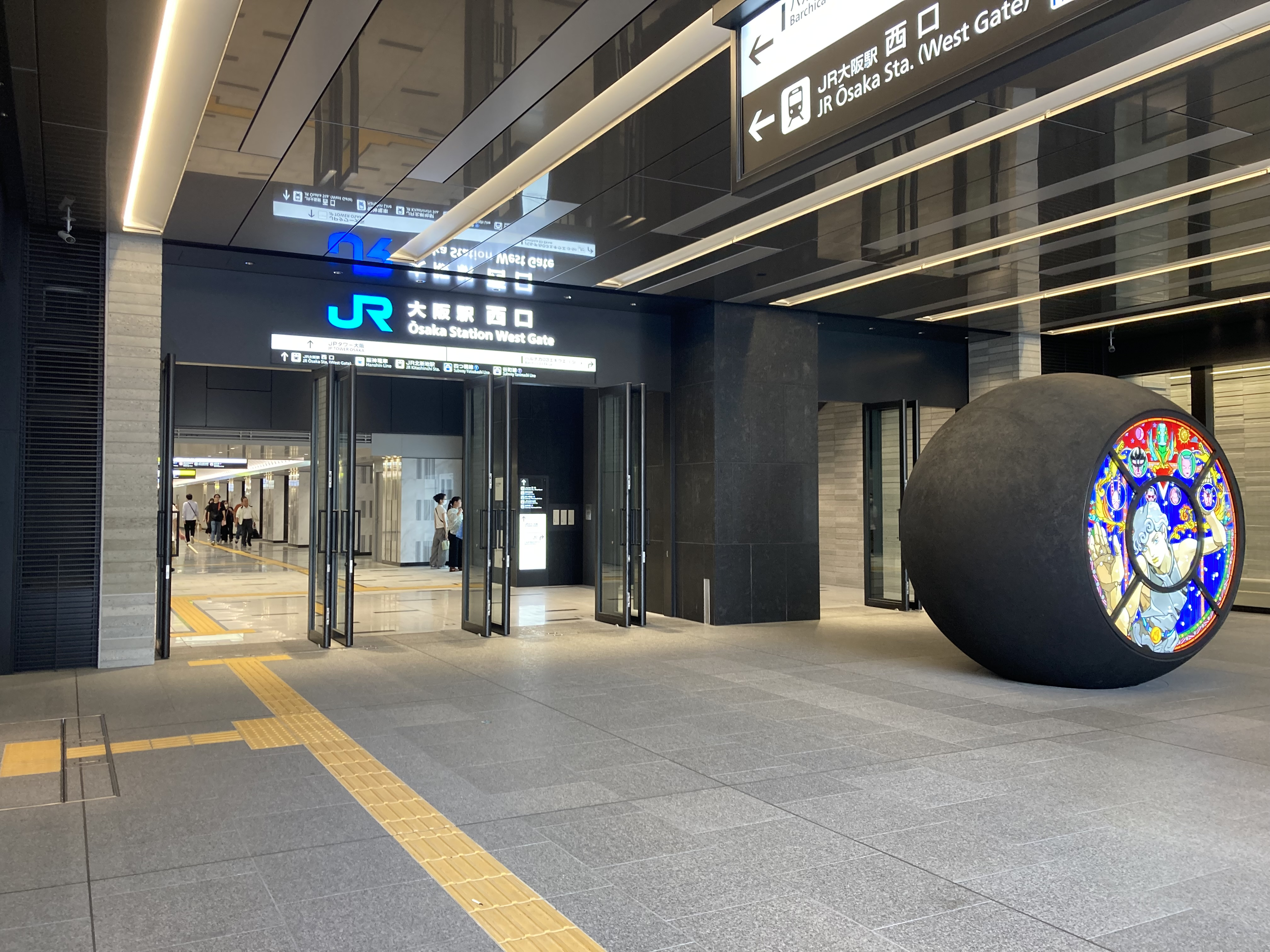
イノゲート大阪1階に開設された大阪駅西口と噴水小僧

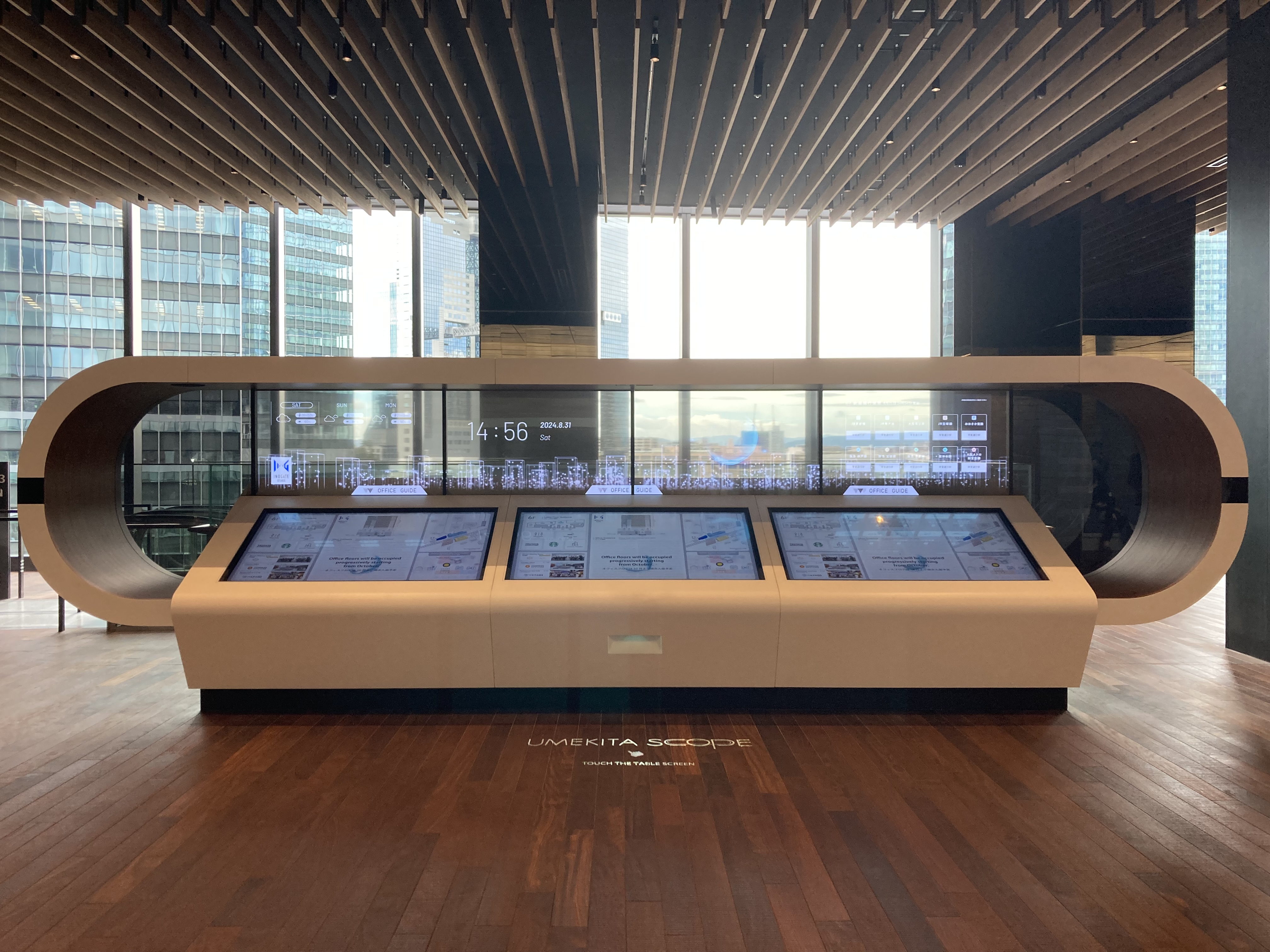
イノゲート大阪6階に設置された透過型総合デジタル案内端末（うめきたスコープ）

3階から5階に「バルチカ03（ゼロサン）」という飲食ゾーンが入る。バルチカ03とはルクア地下2階の「バルチカ」の派生ブランドで、「03」には所在地の梅田「3」丁目、梅田で働くオフィスワーカーが毎日通いたくなるような「サードプレイス」、メインターゲットである「おっさん（03）」などの意が込められている。なお「バルチカ03」は、JR西日本SC開発の100%子会社であるJR西日本大阪開発が運営する。
6階のオフィスロビーには、カルチュア・コンビニエンス・クラブが「TSUTAYA BOOKSTORE」を出店。ラウンジやカフェ、書籍・文具・食雑貨などを設置する。オフィスロビー空間への出店は初となる。また、透過型ディスプレイを搭載した横幅約7mの総合デジタル案内端末（通称うめきたスコープ）が設置されているほか、館内全体で計74面のデジタルサイネージが導入されている。
9階から10階は、Compass Offices JWBがフレキシブルオフィスを運営する。11階の貸会議室については、東急コミュニティーの子会社・TCフォーラムが「ミーティングスペースAPイノゲート大阪」として運営を行い、2024年10月1日にグランドオープンする。
12階から22階がオフィスエリアとなり、オフィスの低層フロア（9 - 11階）の貸室面積は約1,655m2（501坪）、中層フロア（12 - 17階）の貸室面積は約1,645m2（498坪）、高層フロア（18 - 22階）の貸室面積は約1,690m2（511坪）、貸室総面積は合計で約2万2960m2（6,958坪）となる。
2024年5月16日、イノゲート大阪の開業日が同年7月31日と公表され（オフィスフロアなどは2024年秋以降開業予定）、同時に「バルチカ03」に出店する全50店舗の詳細もリリースされた。また、開業に合わせて荒木飛呂彦のパブリックアートの設置が公表され、同年7月29日に「大阪駅西側地区アートプロジェクトWARP（WEST ART PROJECT）発表セレモニー」が開催された。荒木の作品「THE FOUNTAIN BOY（噴水小僧）」は、イノゲート大阪1階の大阪駅西口（北側正面）にある「水の路」に設置されている。

## アクセス
- JR 大阪駅（西口） - 徒歩すぐ（約50m）[2]
- JR 北新地駅 - 徒歩8分（約640m）[2]
- 阪急電鉄 大阪梅田駅 - 徒歩7分（約540m）[2]
- 阪神電鉄 大阪梅田駅 - 徒歩5分（約380m）[2]
- Osaka Metro御堂筋線 梅田駅 - 徒歩7分（約550m）[2]
- Osaka Metro谷町線 東梅田駅 - 徒歩10分（約740m）[2]
- Osaka Metro四つ橋線 西梅田駅 - 徒歩5分（約360m）[2]